# メガネカイマン
メガネカイマン（Caiman crocodilus）は、アリゲーター科カイマン属に分類されるワニの一種。white caiman、 common caiman、speckled caimanなどの英名もある。英名や和名は目の間の眼鏡をかけたような隆起に由来する。体色は茶色、緑、黄灰色で、全長は1.4-2.5m、体重は7-40kgであり、雄の方が大型である。食性は季節によって変化するが、一般的にカニ、魚、小型哺乳類、両生類、貝を食べる。5-8月にかけて繁殖し、7-8月に14-40個の卵を産む。ラテンアメリカに広く分布し、アメリカ合衆国、キューバ、プエルトリコにも導入されている。分布域は広く、個体数も豊富である。

## 分類
1758年にカール・フォン・リンネによって Lacerta crocodilus として記載された。1801年にはヨハン・ゴットロープ・テアエヌス・シュナイダーによって Caiman sclerops という学名が与えられるなど、その後も何度か再記載が行われた。現在は Caiman crocodilus が正式な学名とされているが、アリゲーター科に分類される本種に crocodilus という種小名を使用することは混乱を招く可能性があり、種小名 sclerops を使用する研究者もいる。

### 系統
パラグアイカイマンとクチビロカイマンとともにカイマン属を構成する。カイマン属には絶滅した化石種が最大8種知られている。カイマン亜科の現存する6種の1つである。以下のDNAの分析に基づく系統樹にも示されるように、パラグアイカイマンに最も近縁である。
|  | Paleosuchus palpebrosus コビトカイマン  |
|  |                                         |
|  | Paleosuchus trigonatus ブラジルカイマン |
|  |                                         |

|  | \| \| Caiman crocodilus メガネカイマン \| \| \| \| \| \| Caiman yacare パラグアイカイマン \| \| \| \| |
|  | |
|  | Caiman latirostris クチビロカイマン                                                                   |
|  | |
|  | Caiman crocodilus メガネカイマン                                                                      |
|  | |
|  | Caiman yacare パラグアイカイマン                                                                      |
|  | |

|  | Caiman crocodilus メガネカイマン |
|  |                                  |
|  | Caiman yacare パラグアイカイマン |
|  |                                  |

|  | \| \| Caiman crocodilus メガネカイマン \| \| \| \| \| \| Caiman yacare パラグアイカイマン \| \| \| \| |
|  | |
|  | Caiman latirostris クチビロカイマン                                                                   |
|  | |
|  | Caiman crocodilus メガネカイマン                                                                      |
|  | |
|  | Caiman yacare パラグアイカイマン                                                                      |
|  | |

|  | Caiman crocodilus メガネカイマン |
|  |                                  |
|  | Caiman yacare パラグアイカイマン |
|  |                                  |

|  | Paleosuchus palpebrosus コビトカイマン  |
|  |                                         |
|  | Paleosuchus trigonatus ブラジルカイマン |
|  |                                         |

|  | \| \| Caiman crocodilus メガネカイマン \| \| \| \| \| \| Caiman yacare パラグアイカイマン \| \| \| \| |
|  | |
|  | Caiman latirostris クチビロカイマン                                                                   |
|  | |
|  | Caiman crocodilus メガネカイマン                                                                      |
|  | |
|  | Caiman yacare パラグアイカイマン                                                                      |
|  | |

|  | Caiman crocodilus メガネカイマン |
|  |                                  |
|  | Caiman yacare パラグアイカイマン |
|  |                                  |

|  | \| \| Caiman crocodilus メガネカイマン \| \| \| \| \| \| Caiman yacare パラグアイカイマン \| \| \| \| |
|  | |
|  | Caiman latirostris クチビロカイマン                                                                   |
|  | |
|  | Caiman crocodilus メガネカイマン                                                                      |
|  | |
|  | Caiman yacare パラグアイカイマン                                                                      |
|  | |

|  | Caiman crocodilus メガネカイマン |
|  |                                  |
|  | Caiman yacare パラグアイカイマン |
|  |                                  |

|  | Alligator sinensis ヨウスコウアリゲーター       |
|  |                                                 |
|  | Alligator mississippiensis アメリカアリゲーター |
|  |                                                 |

|  | Paleosuchus palpebrosus コビトカイマン  |
|  |                                         |
|  | Paleosuchus trigonatus ブラジルカイマン |
|  |                                         |

|  | \| \| Caiman crocodilus メガネカイマン \| \| \| \| \| \| Caiman yacare パラグアイカイマン \| \| \| \| |
|  | |
|  | Caiman latirostris クチビロカイマン                                                                   |
|  | |
|  | Caiman crocodilus メガネカイマン                                                                      |
|  | |
|  | Caiman yacare パラグアイカイマン                                                                      |
|  | |

|  | Caiman crocodilus メガネカイマン |
|  |                                  |
|  | Caiman yacare パラグアイカイマン |
|  |                                  |

|  | \| \| Caiman crocodilus メガネカイマン \| \| \| \| \| \| Caiman yacare パラグアイカイマン \| \| \| \| |
|  | |
|  | Caiman latirostris クチビロカイマン                                                                   |
|  | |
|  | Caiman crocodilus メガネカイマン                                                                      |
|  | |
|  | Caiman yacare パラグアイカイマン                                                                      |
|  | |

|  | Caiman crocodilus メガネカイマン |
|  |                                  |
|  | Caiman yacare パラグアイカイマン |
|  |                                  |

|  | Paleosuchus palpebrosus コビトカイマン  |
|  |                                         |
|  | Paleosuchus trigonatus ブラジルカイマン |
|  |                                         |

|  | \| \| Caiman crocodilus メガネカイマン \| \| \| \| \| \| Caiman yacare パラグアイカイマン \| \| \| \| |
|  | |
|  | Caiman latirostris クチビロカイマン                                                                   |
|  | |
|  | Caiman crocodilus メガネカイマン                                                                      |
|  | |
|  | Caiman yacare パラグアイカイマン                                                                      |
|  | |

|  | Caiman crocodilus メガネカイマン |
|  |                                  |
|  | Caiman yacare パラグアイカイマン |
|  |                                  |

|  | \| \| Caiman crocodilus メガネカイマン \| \| \| \| \| \| Caiman yacare パラグアイカイマン \| \| \| \| |
|  | |
|  | Caiman latirostris クチビロカイマン                                                                   |
|  | |
|  | Caiman crocodilus メガネカイマン                                                                      |
|  | |
|  | Caiman yacare パラグアイカイマン                                                                      |
|  | |

|  | Caiman crocodilus メガネカイマン |
|  |                                  |
|  | Caiman yacare パラグアイカイマン |
|  |                                  |

|  | Alligator sinensis ヨウスコウアリゲーター       |
|  |                                                 |
|  | Alligator mississippiensis アメリカアリゲーター |
|  |                                                 |

### 下位分類
メガネカイマンには4つの亜種が認められている。和名は中井(2023)による。
- アパポリスメガネカイマン C. c. apaporiensis (Medem, 1955) (Rio Apaporis caiman) 絶滅したと考えられていたが再発見された。コロンビアのアパポリス川流域に固有の亜種。
- チアパスメガネカイマン C. c. chiapasius (Bocourt, 1876) メキシコ、中央アメリカ、南アメリカ北部に分布。
- スリナムメガネカイマン C. c. crocodilus (Linnaeus, 1758) (spectacled caiman) ベネズエラ、トリニダード・トバゴ、ブラジルなど、南アメリカに広く分布。
- マグダレナメガネカイマン (チャイロメガネカイマン) C. c. fuscus (Cope, 1868) (brown caiman) ニカラグアからコロンビア、エクアドル、ベネズエラにかけて分布。

アパポリスメガネカイマンは動物園の個体が1981年に死亡し、絶滅したと考えられていた。しかし2018年にコロンビアの学者によって再び捕獲された。2019年にはDNAサンプルによって正式に再発見された。アパポリスメガネカイマンを別種とする意見もある。

## 形態

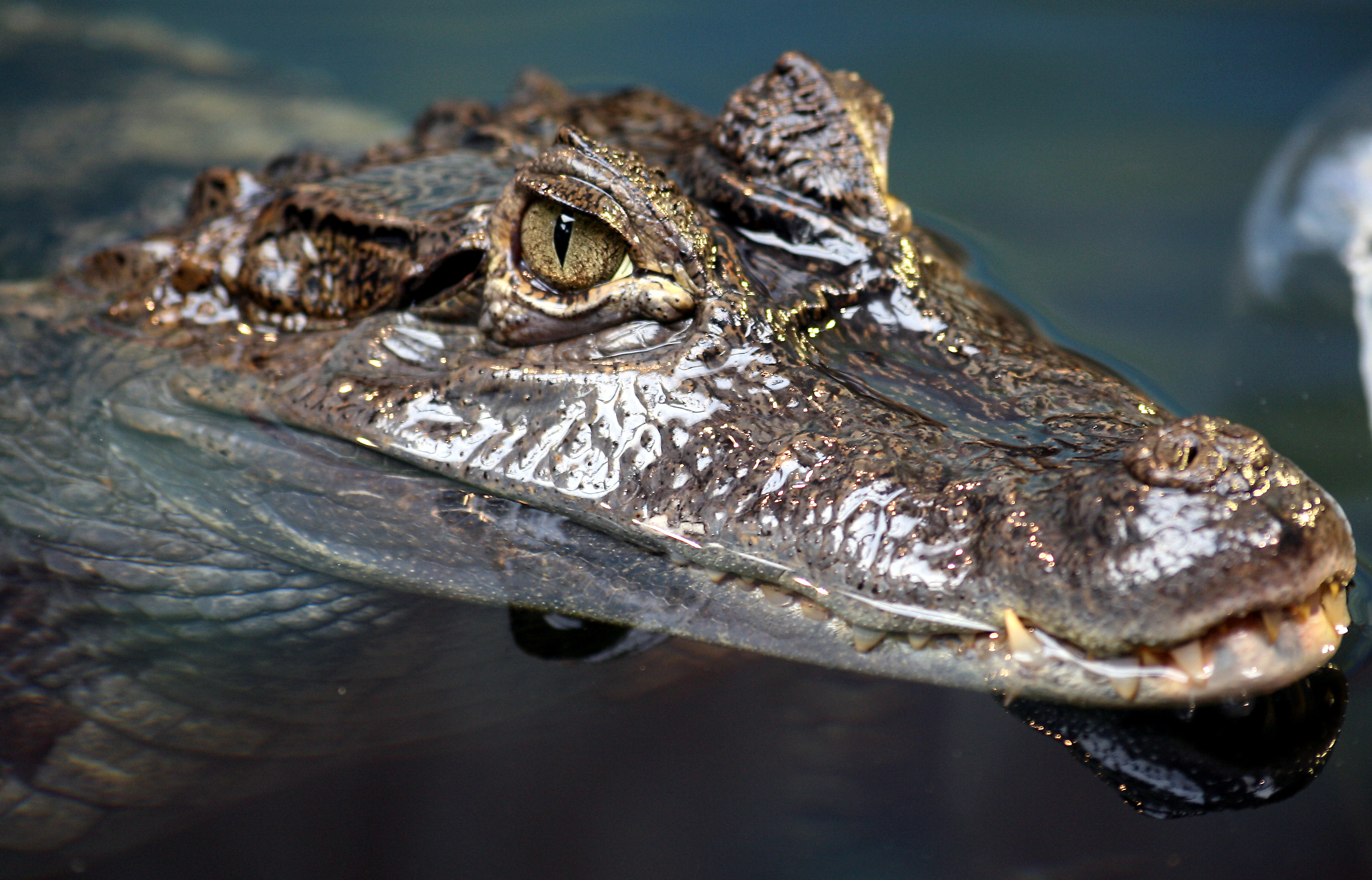
頭部の隆起が特徴

全長は雌で通常1.08-1.4m、最大で2m近くまで成長する。雄は通常1.5-1.8mで、大型個体は2.0-2.5mに達するが、この大きさの個体は少ない。最大全長は2.64mである。体重は通常7-40kgで、雄は雌より大型である。リャノでは体重58kgの雄が報告されている。
背面の大部分は茶褐色、緑褐色、黄褐色で、主に尾に暗褐色の横縞が入り、腹面は明るい。亜種によって違いも見られ、スリナムメガネカイマンでは暗い黄褐色、マグダレナメガネカイマンでは暗い黄緑色である。幼体は黄褐色からオリーブ色で、胴では市松模様、尾では帯状の黒褐色の斑点がある。虹彩は緑がかり、瞼にはしわがある。寒い時期には熱を吸収しやすくするために皮膚細胞内の黒色色素が膨張し、より暗い体色となる。第4歯は大きく、下顎の歯は上顎の穴に収納される。口吻は基部の幅の1.2-1.5倍。先端は広がらず、緩やかに先細りになる。頸鱗板は4-5列で隣接する。眼の前から吻の先端にかけて、いくつかの隆起がある。眼の間の隆起が眼鏡のように見えることが和名や英名の由来になっている。新世界のワニでは最も分布域が広く、アメリカ大陸で最も地理的変化に富んでおり、適応力も非常に高い。

## 分布と生息地
カイマンの中では最も広く分布し、新世界のワニの中でも同様である。アメリカ大陸の様々な国で見られる。ブラジル、コロンビア、コスタリカ、エクアドル、エルサルバドル、フランス領ギアナ、グアテマラ、ガイアナ、ホンジュラス、メキシコ、ニカラグア、パナマ、ペルー、スリナム、トリニダード・トバゴ、ベネズエラ、おそらくベリーズとボリビアに分布する。アパポリスメガネカイマンはアパポリス川流域にのみ分布している。キューバのフベントゥド島、プエルトリコ、アメリカ合衆国のフロリダ州にも導入されており、アメリカ合衆国ではアメリカアリゲーターと誤認されることもある。フロリダ州南部には外来種として定着しており、州の北方でも記録がある。遺伝子分析によると、フロリダ州には2回別々に導入されたことが判明している。寒冷な気候には耐えられないため、フロリダ以北に定着する可能性は低い。森林、湿地や河川などの淡水域、草原、低木地、サバンナに生息し、非常に順応性が高い。浮遊植物のある静かな水域を好み、季節によって洪水と乾燥を繰り返す。低地に多いが、標高800m地点でも発見されている。ブラジルではアマゾン川、アラグアイア川、アラグアリ川、イタピクル川、ネグロ川、パラナイバ川、ソリモンエス川、タパジョス川、トカンチンス川、シングー川から記録されている。人間の居住地にも生息する。汽水域や海域で見られることもある。脅威を感じると素早く動くが、通常は岸辺や水中で動かずに休んでいる。雨季には雄が攻撃的になり、縄張り意識が強くなる。
成体の個体数は数百万頭と推定され、個体数は安定している。ベネズエラには約400万頭が生息しており、調査では増加傾向にあると予想されている。これは適応力の高さを示す例である。しかしペルーなど個体数が減少傾向にある国もある。個体数は乾季の夜間に個体を数えることで判断できる。

## 生態と行動

### 食性と狩り

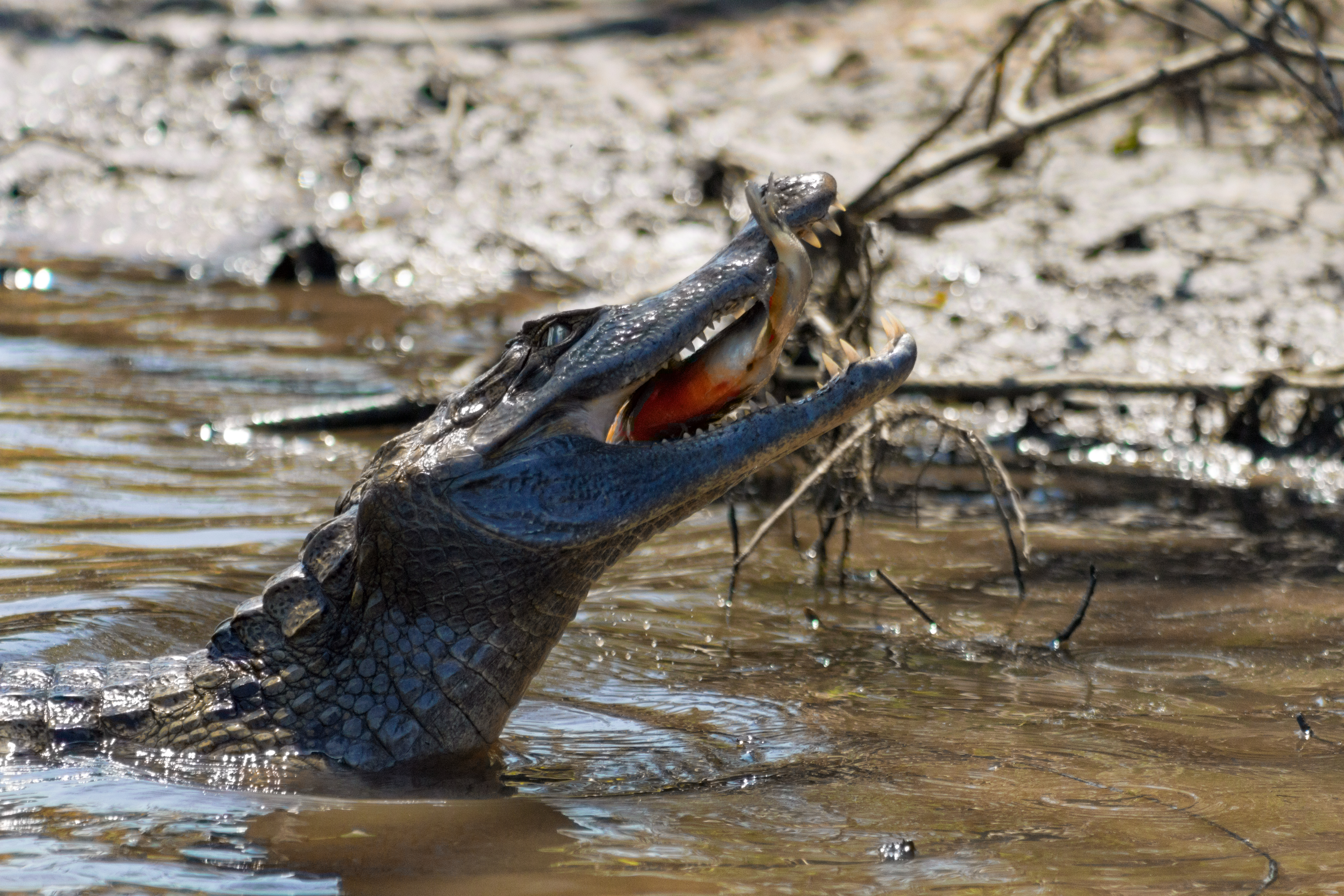
魚を食べる

眼にはミュラーグリア細胞があり、夜間の視力が優れている。そのため、夜間に狩りを行い、食性は季節によって異なる。雨季には主にカニや貝類を、乾季には主に魚を食べる。小型個体は昆虫やエビを、大型個体は哺乳類や魚を食べる傾向にある。一般的にカニなどの甲殻類、魚、哺乳類、貝類などの軟体動物を捕食する。その他にも両生類、クモ綱、鳥類、多足類、爬虫類、小型哺乳類を捕食する。大型個体はより大型の哺乳類（イノシシなど）を捕食することもあり、共食いも報告されている。口を開けて川の中に並び、魚を待つ姿も観察されている。植物を食べることも知られており、プエルトリコでは約55パーセントの成体が草や種子などの植物質を食べていた。成体の約8パーセント、幼体の6パーセントの胃には胃石が存在した。ピラニアやカンディルなど、肉食魚の個体数を制御していると考えられているが、パラグアイカイマンとは異なり、通常の食事にピラニアは確認されていない。おそらくジェネラリスト種であり、幅広い獲物を捕食する。気性は荒く攻撃的であるが、小型種ゆえに自然下で人間を襲うことはないとされる。

### コミュニケーション
9種類の鳴き声と13種類のディスプレイを使用してコミュニケーションをとる。成体も幼体も群れの結束のために鳴き声を発する。雄は尾の形や動きによってコミュニケーションをとることが知られている。幼体は危険を感じると鳴き声を出し、成体の雌は幼体に危険を警告するために鳴き声を出す。

### 繁殖と成長

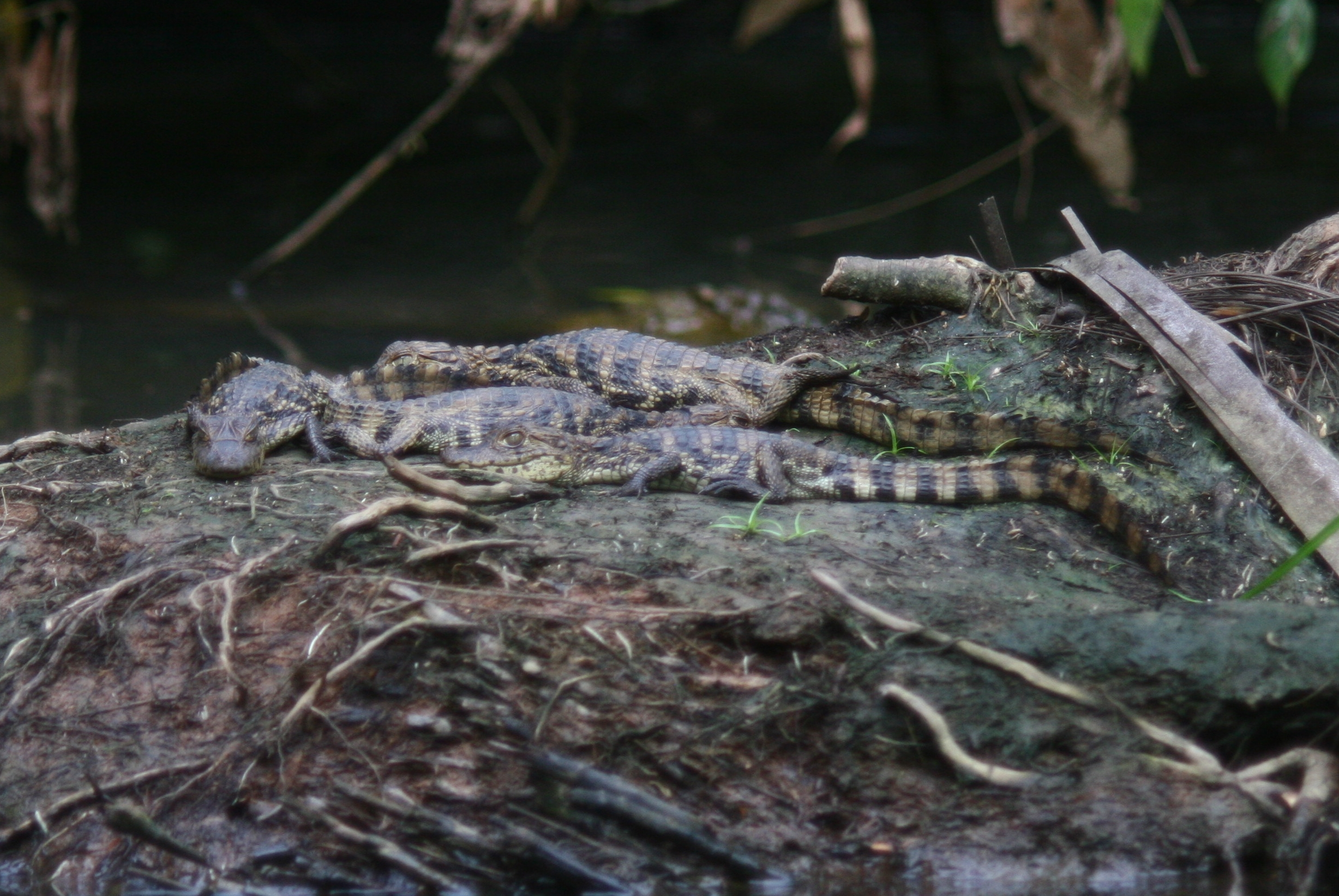
幼体

4-7歳で性成熟し、その際雌は1.2m、雄は1.4mである。通常優位な個体ほど早く成熟する。厳密な序列はないが、研究では体の大きい雄の方が繁殖に成功しやすいことが示されている。5-8月の雨季に交配相手を選んで交尾を行う。雌は水辺付近の浸水しない場所に、密生した植物を材料にして塚状の巣を作る。巣の直径は1m以上、高さは40cmであり、大きさは利用可能な資源の量によって異なる。7-8月に産卵するが、まれに冬に産卵することもある。産卵数は14-40個、平均22個である。産卵数と雌の体の大きさには正の相関がある。テグー属など、卵を狙う天敵も存在するため、雌は巣の付近で卵を守る。シロバナハナグマやキツネも卵を狙う。また洪水や人間による卵の採取も脅威となる。クロカイマンと比べて巣を無差別に離しており、捕食を避けるための行動と考えられる。
温度は孵化に重要であり、巣は極端な温度変化から卵を守るような構造になっている。巣の中の植物が腐ると熱を発生し、泥だけで断熱した場合よりも卵を約5℃暖かく保つことができる。熱により卵を孵化させるだけでなく、性別を決定する温度依存型性決定の要因にもなる。温度が約32℃以上になると雌、それ以下では雄になる。90日後に孵化し、20-25％が孵化に成功する。孵化時の全長は20-23cm。クレイシュを形成し、雌は自分の子供の世話をするだけではなく、他の雌の子供も世話する。12-18ヶ月間世話をする。子供の天敵はタカなどの猛禽類や、サギなどの渉禽類などで、そのほとんどが1年以内に死亡する。また大型魚、アナコンダなどの大型のヘビ、他のワニにも捕食される。寿命は30-40年と推定される。

## 人間との関係

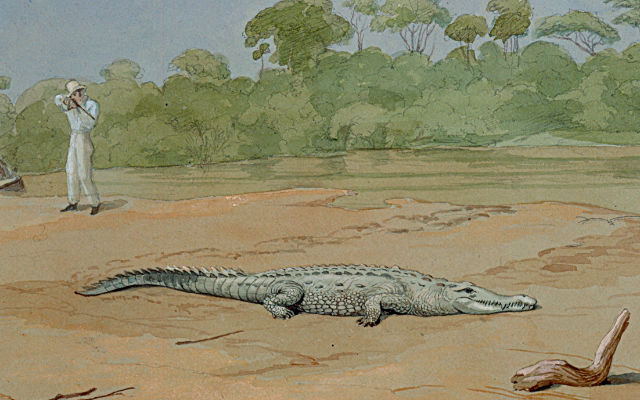
メガネカイマンの狩猟を描いた絵

体は頑丈な皮骨板で覆われているため、商業的な狩猟の対象になることはなかった。しかしクロコダイルの個体数が減少したため、1950年代にはメガネカイマンを含めたカイマンの皮の採取が非常に盛んになった。1970年代から1980年代にかけて頻繁に取引され、一部の地域では個体数が減少した。皮は南米から輸出されることが多く、主にワニ革として利用されており、1996年から2015年の間に少なくとも600万枚の皮がコロンビアから輸出された。それ以降の保護活動により、輸出量は大幅に減少した。ほとんどの国で狩猟は合法であり、ベネズエラでは1シーズンでの狩猟数が合計15万頭を超えないことを条件に、毎年秋に狩猟を許可している。高い適応力と広い分布域のため、生息地の喪失は種全体にとって大きな影響ではない。狩猟に対してもかなり耐性があり、ハンターは通常大きな雄を狙うため、小さなサイズで繁殖する。しかしコロンビアでは深刻な状態であり、主にマグダレナメガネカイマン、時にはスリナムメガネカイマンが絶滅の危機に瀕している。
ペットとして飼育されることもあり、日本にも輸入されていた。広島県呉市で飼育されていたカイマンくんは数々のメディアに取り上げられ、43年以上生存した。
生息地の重なる種が乱獲されているため、本種はより多くの資源を得ている。キューバ、プエルトリコ、米国に持ち込まれた個体は、在来の動物に悪影響を及ぼしている。キューバのフベントゥド島からキューバワニが激減した主な原因は、メガネカイマンだと考えられている。クロカイマンと食性が似ており、両種ともに幼体では主に昆虫、成体では魚を食べる。これにより種間競争が起こり、クロカイマンの個体数の回復がより困難になっている。クロカイマンが絶滅したアマゾン熱帯雨林の一部に生息している。

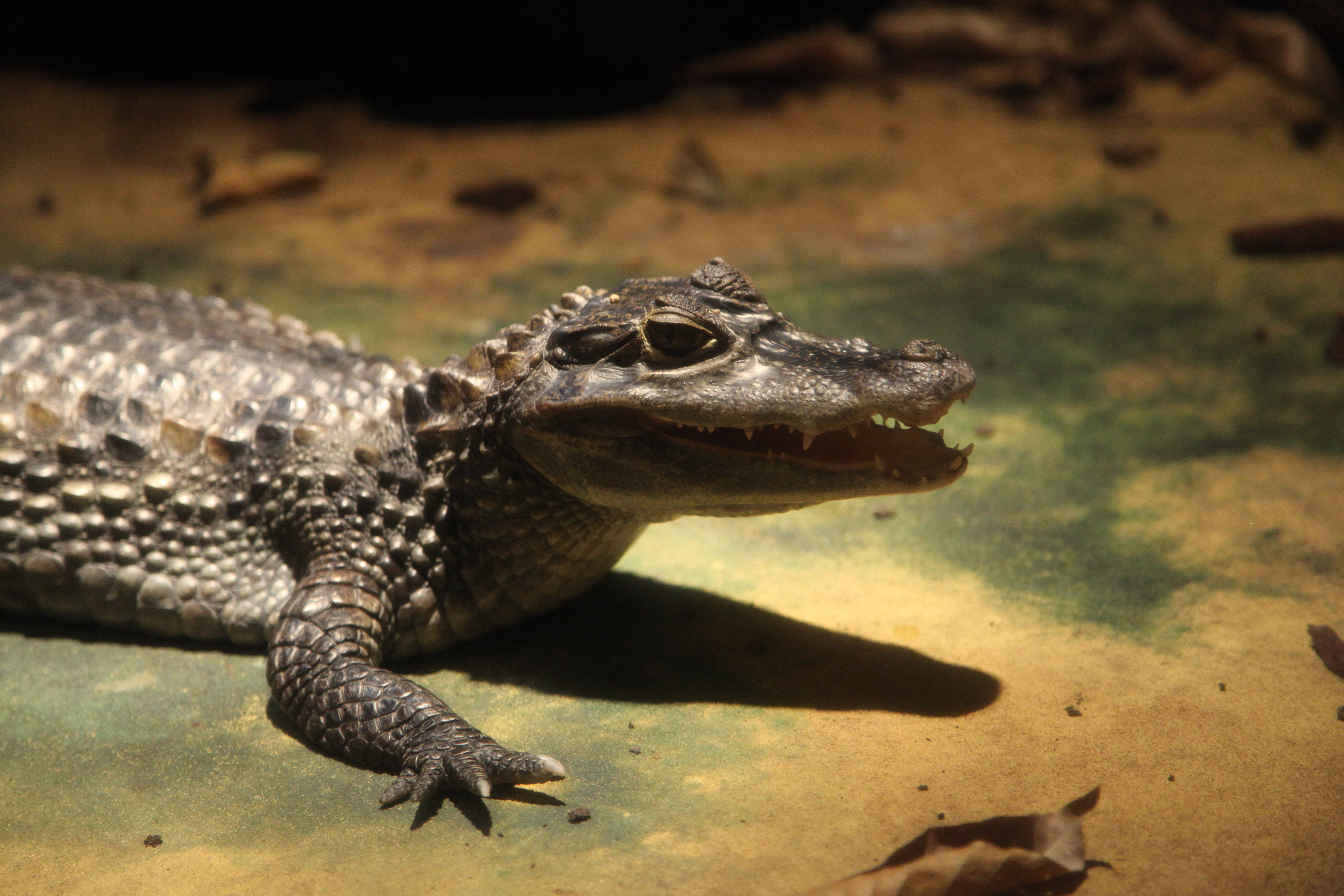
動物園のメガネカイマン

多くの国で保全プログラムが実施されている。個体数が豊富な生物を減らす活動が一般的だが、長期的な影響はまだ明らかにされておらず、さらなる調査が推奨されている。飼育下繁殖も行われているが、より費用がかかり、おそらく効果も低いと思われる。2004年から2006年まで実施されたコロンビアの保全プログラムでは、飼育下で繁殖させ、生後1年で野生に放った。同様のプログラムでは、2005年から2009年にかけて15,000頭以上の幼体を湿地に放った。コロンビアでは以前、メガネカイマンの皮の輸出を1.2m未満のものに制限していたが、現在は皮全体の大きさではなく、個々の部分の大きさのみに制限がある。これらの制限はあまり効果的ではなく、大きな皮は切り取れば大きさの制限に適合する。国際自然保護連合によると、この種のさらなる調査は将来の保全計画に役立つとされる。
1986年と1988年の2度、絶滅危惧種と評価されているが、広い分布域と豊富な個体数から、IUCNのレッドリストでは低危険種されている。スリナムメガネカイマンはCITESの付属書IIに掲載されており、アパポリスメガネカイマンは付属書I、マグダレナメガネカイマンは付属書IIに掲載されている。